# Swan Lake (Manitoba)
Swan Lake ist ein Local Urban District innerhalb der Municipality of Lorne in der kanadischen Provinz Manitoba. Der Ort wird von Statistics Canada als „Designated Place“ betrachtet. Swan Lake hatte beim Zensus 2021 276 Einwohner. Im Jahr 2016 waren es noch 255. Die Fläche der Verwaltungseinheit beträgt 71 ha.

## Lage
Swan Lake befindet sich 126 km westsüdwestlich der Provinzhauptstadt Winnipeg. Der in Ost-West-Richtung verlaufende Manitoba Highway 23 führt einen Kilometer südlich an Swan Lake vorbei, der in Nord-Süd-Richtung verlaufende Manitoba Highway 34 3,6 km westlich von Swan Lake. 6,5 km westsüdwestlich von Swan Lake befindet sich das Indianerreservat Swan Lake 7 der Swan Lake First Nation.